# Élő fa doktrína
A kanadai jogban az élő fa doktrínája (angolul living tree doctrine, franciául la théorie de l’arbre vivant) az alkotmányértelmezés egy elve, mely kimondja, hogy az alkotmány szerves, és ezért szélesen és előremutatóan kell értelmezni, alkalmazkodva az idők változásához.
Az élő fa doktrínája mélyen gyökerezik a kanadai alkotmányos jogban egészen az Edwards v. Canada (Attorney General) ügy, közismertebb nevén a „Persons-ügy” óta, melyben Lord Sankey megállapította, hogy „A British North America Act egy növekedésre és természetes határain belül terjeszkedésre képes fát ültetett el Kanadában.” Ez a fejlődő értelmezés doktrínája, mely azt jelenti, hogy az alkotmányt nem lehet egyszerű törvényként értelmezni, helyette a társadalmi kontextusban kell tekinteni, hogy alkalmazkodjon és reflektálhasson a változásokra. Ha az alkotmány értelmezése a megszövegezői szándékának felelne meg, és továbbra is a múltban gyökerezne, akkor nem utalna a társadalomra, és idővel használaton kívül kerülne.
A Legfelsőbb Bíróság kimondta egyik ítéletében, hogy „A »befagyasztott fogalmak« érvelés ellentétes a kanadai alkotmányértelmezés egyik legalapvetőbb elvével: miszerint az alkotmányunk egy élő fa, mely a fejlődő értelmezés útján beépíti és válaszol a modern élet realitásaira.”'
A jogok és szabadságok kanadai chartájának értelmezésében szintén szerepet kap az élő fa doktrínája. Lamer bíró a Re B.C. Motor Vehicle Act (1985) ügyben megjegyezte, hogy „Ha a frissen elültetett »élő fánknak«, a chartának, meg akarjuk adni a növekedés és az alkalmazkodás lehetőségét az idők folyamán, ügyelni kell arra, hogy történelmi dokumentumok, mint a Special Joint Committee (Különleges vegyesbizottság) üléseinek jegyzőkönyvei nem satnyítják el azt.”

## Fordítás
- Ez a szócikk részben vagy egészben a  living tree doctrine című angol Wikipédia-szócikk ezen változatának fordításán alapul.  Az eredeti cikk szerkesztőit annak laptörténete sorolja fel. Ez a jelzés csupán a megfogalmazás eredetét és a szerzői jogokat jelzi, nem szolgál a cikkben szereplő információk forrásmegjelöléseként.